# Сартам
Сартам — село в Викуловском районе Тюменской области, центр Сартамского сельского поселения. Основано в 1718 году.
Есть версия, что поселение названо в честь погибшего сына местного хана Сартам.
Функционирует фельдшерско-акушерский пункт. Есть отделение почты. Функционирует Дом культуры.

## Расположение
Расположено на 3-х увалах: Средний, Калининский и Малый (Верхний). Через село протекает река Сартам перед впадением её в реку Сартамак недалеко от реки Ишим. Вокруг находятся многочисленные озёра и болотца, питающие небольшие реки, впадающие в Ишим.
Небольшая деревня Покровка находится на северо-востоке в 12 км.

## Население
| 2010 |
| ---- |
| 408  |

## История
Исторически является поселением Челдонов. До прихода Самоходов в эти края, их быт и культура разительно отличались, в последующем произошло некоторое принятие образа жизни от Самоходов.
В советское время в селе действовал колхоз имени Чапаева.